# Улица Кроню (Рига)
Улица Кро́ню (латыш. Kroņu iela — Коронная улица) — улица в Видземском предместье города Риги, в Пурвциемсе и Тейке. Начинается вблизи моста Августа Деглава, от перекрёстка с улицами Браслас и Пурвциема; идёт преимущественно в северном направлении вдоль железнодорожной линии, по восточной стороне путей станции Земитаны; проходит под Земитанским мостом и выходит к улице Турайдас. В северной части соединена проездами с улицами Иерикю и Берзаунес. С другими улицами не пересекается.
Приводимая в официальных источниках длина улицы — 319 метров — не соответствует её реальной протяжённости, составляющей около 2 км. На бо́льшей части улица Кроню имеет булыжное покрытие. Общественный транспорт по улице не курсирует.

## История

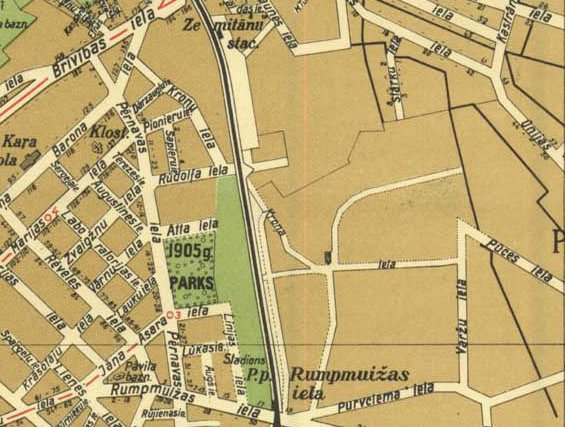
Улица Кроню на карте 1933 г.

Улица Кроню — одна из старейших в Пурвциемсе. Она впервые показана на картах начала 1880-х годов под своим нынешним названием, которое никогда не изменялось (в некоторых источниках название улицы указано как Kroņa iela).
Первоначально улица Кроню проходила иначе. Она вела от улицы Кришьяня Барона по району Гризинькалнс, в своей средней части пересекала железную дорогу и заканчивалась у имения Гризиньмуйжа, в районе нынешнего перекрёстка улиц Браслас и Стайцелес. По мере расширения железнодорожного хозяйства две части улицы оказались совершенно обособлены друг от друга, и в 1961 году часть улицы Кроню, относящаяся к Гризинькалнсу, была выделена в самостоятельную улицу Ошкална (с 1996 года — улица Земитана).